# Maes Howe

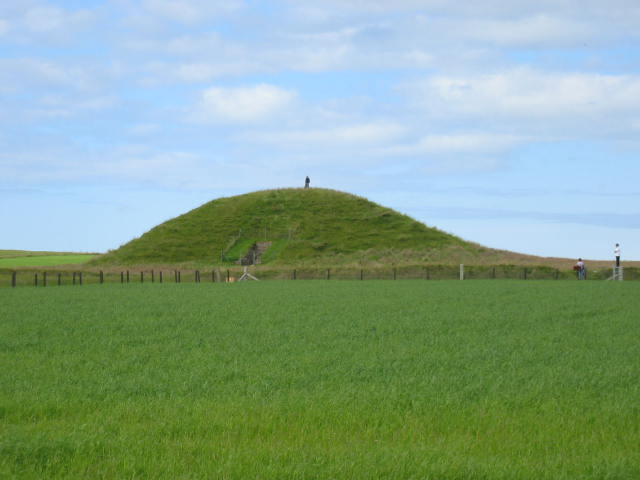
Der Hügel von Maeshowe

Maes Howe (auch Maeshowe geschrieben) ist eine in der Jungsteinzeit (etwa 3000 v. Chr.) errichtete Megalithanlage auf der schottischen Orkneyinsel Mainland und Teil des UNESCO-Weltkulturerbes The Heart of Neolithic Orkney. 2019 wurde Maes Howe von rund 29.000 Personen besucht.

## Lage und Funktion
Maes Howe liegt etwa zehn Kilometer westlich des Hauptortes Kirkwall, auf halbem Wege zwischen dem Loch of Harray (See) und der Tormiston Mill (dem Informationszentrum) an der Straße A965. Das Passage Tomb befindet sich auf einer sorgfältig aus dem anstehenden Gestein gehauenen, rund-ovalen Plattform, die nach Art eines Henges von Graben und Wall umschlossen ist. Maes Howe wurde namengebend für die nur auf den Orkney vorkommenden Megalithanlagen vom Maeshowe-Typ. Die Kammer von Maeshowe ist auf den Sonnenuntergang am Tag der Wintersonnenwende ausgerichtet. Der Gangverlauf (horizontaler Knick) wurde eventuell im Laufe des Baus korrigiert.

V
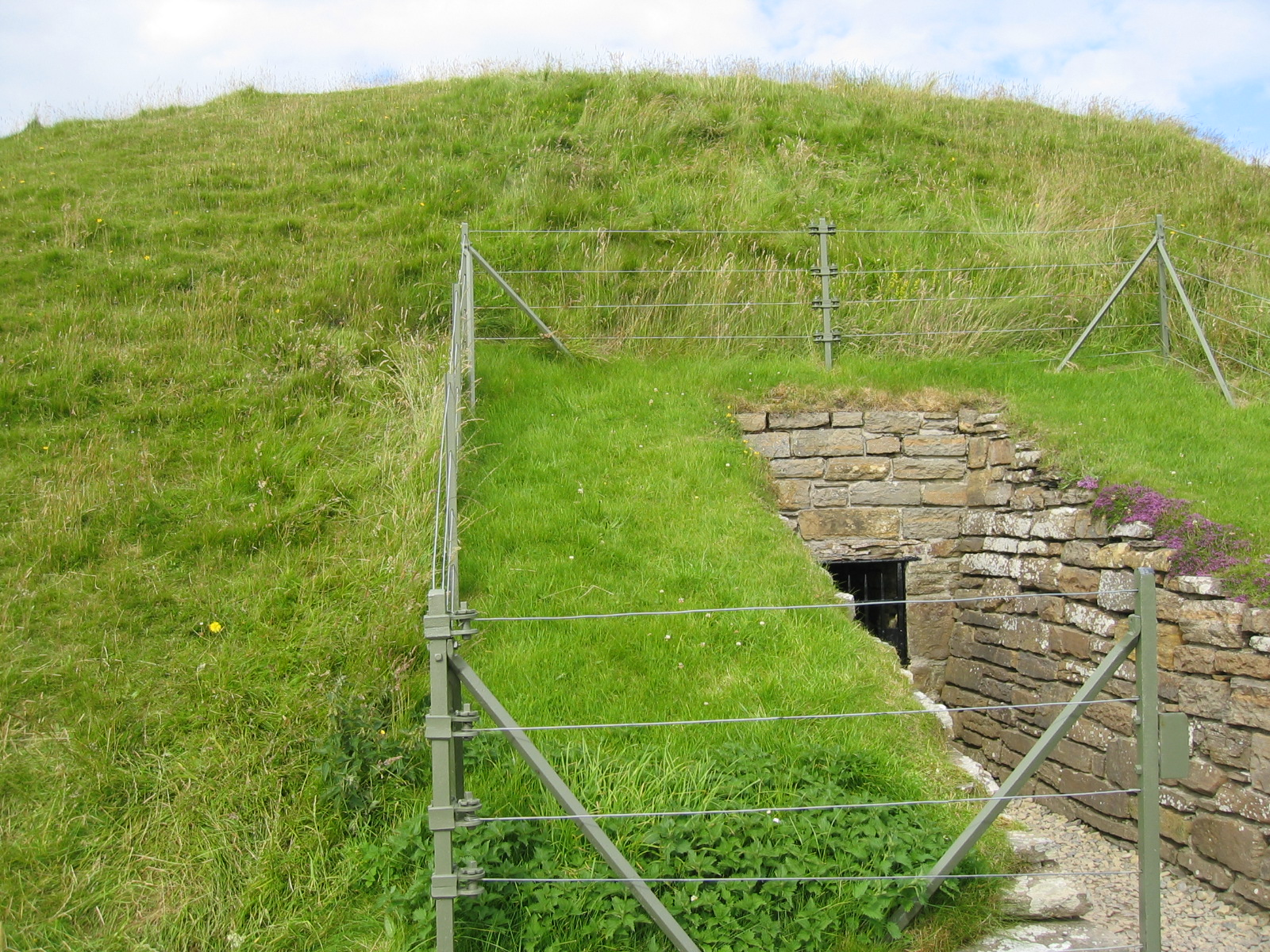
Zugang
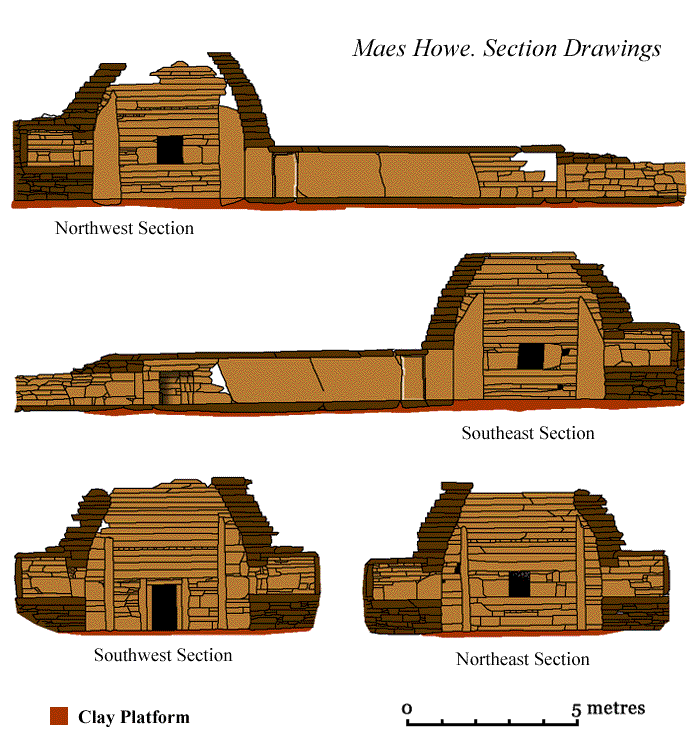
Schnitte durch die Anlage
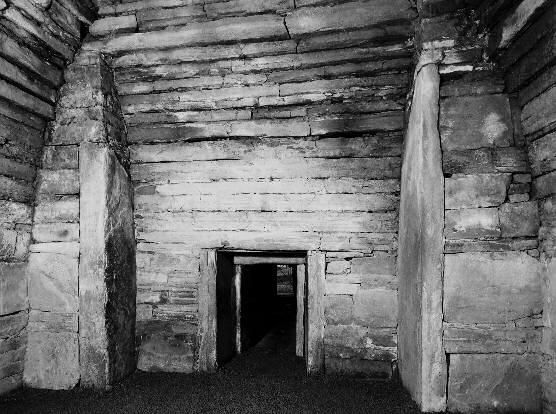
Blick auf den Zugang (Süden) – etwa 1970
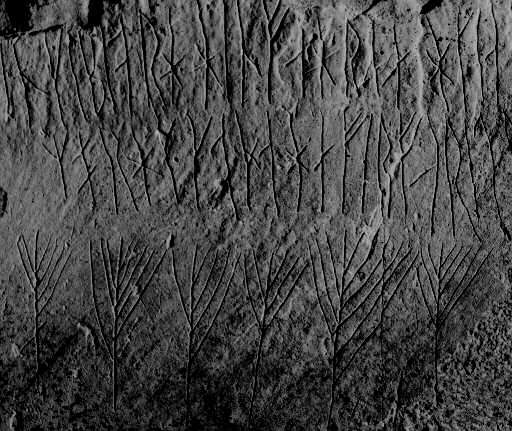
Runeninschriften in Standardform und als Zweigrunen
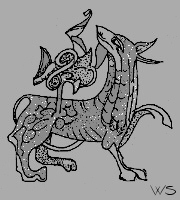
Umzeichnung des Maes Howe Dragon nach einem Foto

## Grabungen
Die neuzeitliche Öffnung des Maeshowe-Tumulus erfolgte 1861 durch den Antiquar James Farrer. Er bewerkstelligte die Ausräumung von Trümmern und die Ersterfassung der Runeninschriften. Die Grabungen von Vere Gordon Childe (1892–1957) in den 1950er Jahren, die vor allem der Sicherung der baulichen Substanz und des Hügels galten, bestätigten, dass der Hügel über der Kammer nicht wie bei vielen nordschottischen Cairns üblich aus einer mächtigen Steinpackung aus Geröllen, sondern überwiegend aus Lehm und Torf mit eingestreuten Bruchsteinen bestand. In den 1970ern führte Colin Renfrew (1937–2024) mehrere Grabungen durch, die dem Ziel dienten, aus dem Bereich der eingeebneten Platte und aus den Gräben datierbares Material zu gewinnen. 2003 erfolgten umfangreiche, technische Untersuchungen, insbesondere, um das Schwitzwasserproblem in den Griff zu bekommen. Dabei wurde der Innenraum photogrammetrisch vermessen; die Ergebnisse sind bisher nicht vollständig publiziert.

## Aufbau
Der Kammerbau ist von großer Präzision. Die Anlage ist aus plattigen, geschichteten Sandsteinen errichtet und hat nach innen relativ ebene Wände. Ein etwa 11,0 m langer, niedriger, quadratischer Gang führt in die Hauptkammer mit den drei Seitenkammern. Die Zugänge zu den Seitenkammern liegen nicht auf Bodenniveau, sondern sind weniger als einen Meter darüber in den Wänden. Sie konnten durch die Steinblöcke verschlossen werden, die sich auf dem Kammerboden vor den Nischen fanden.
Verbaut wurden durchweg Sandsteine der Region, die entlang natürlicher Verwitterungslinien gebrochen wurden. Die exakte Lage der Schichtpakete lässt darauf schließen, dass die Oberfläche einzelner Platten nachbearbeitet wurden, um sie mit möglichst schmalen Fugen als Trockenmauerwerk aufschichten zu können. Konkrete Bearbeitungsspuren wurden bisher aber nicht identifiziert. Die vier in den Eckpfeilern der Hauptkammer eingearbeiteten Steine und zwei weitere in der Passage (einer als Mauer in der Westwand, einer als Deckstein) zählen zu den größten Einzelsteinen, die in schottischen Megalithanlagen verbaut wurden. Die hohe Hauptkammer wurde durch ein Kraggewölbe abgeschlossen (heute Betondecke), während die Nischen flache Decken haben.
Der Zugang ist auf den Punkt bei Untergang der Sonne am Tag der Wintersonnenwende ausgerichtet. Im Ausgang der Zugangspassage findet sich eine Nische, in die der Verschlussstein bei der Öffnung geschoben werden konnte (wo er heute dauerhaft steht). Im verschlossenen Zustand blieb ein Lichtspalt frei, so dass die Strahlen der Sonne bei Sonnenuntergang (ähnlich wie in Newgrange durch die so genannte roof box) in die Kammer fallen konnten und genau die Nische in der dem Eingang gegenüberliegenden Wand trafen.
Der Hügel über der Anlage ist etwa sieben Meter hoch und hat einen Durchmesser von etwa 35 Metern.
Renfrews letzte Grabungen zeigten, dass der flache Graben wohl zuletzt gefertigt und nie fertiggestellt wurde; so stellt er sich vor allem im Nordwestquadranten als Rand der Plattform dar, der nach außen von einem höchstwahrscheinlich wikingerzeitlichen, flachen Erdwall begrenzt wird.

## Datierung
Für das Grab selbst liegen keine 14C-Daten vor. Das bei Renfrews Grabungen in den 1970er Jahren gewonnene Material von den Außenanlagen weist auf Zeiten zwischen 3930 v. Chr. ±110 (Lab.Nr. SRR 791 aus dem nördlichen Grabenschnitt) und etwa 2110 v. Chr. ± 110 (Lab. Nr. SRR 504 aus dem südlichen Grabenschnitt). Nach Bewertung der genauen Fundpositionen, Einlagerungsumstände und weiterer 14C-Daten und ihren Fundpositionen sowie im Abgleich mit baustrukturellen Befunden bei anderen Gräbern des Typs folgert er, dass die Anlage zwischen 3200 und 2900 v. Chr. errichtet wurde.

## Die Runeninschriften
Die Runeninschriften im Maes Howe, die überwiegend im Zusammenhang mit dem in der Orkneyinga saga überlieferten Einfall einer Gruppe Kreuzfahrer etwa 1134–35 entstanden, sind aus einer Reihe von Aspekten von Bedeutung:
- Es ist die größte Ansammlung von Runeninschriften in situ, die man bisher gefunden hat.
- Ihre Nachrichten gehen weit über die üblichen formelhaften Anmerkungen hinaus.
- Sie vertreten alle drei bisher bekannten Runenschreibweisen: Normalschrift, Zweigrunen (twig runes) und den baumförmigen Stil (tree runes); die Entzifferung letzterer wurde durch diesen Fund überhaupt erst möglich.
- Sie belegen die engen kulturgeschichtlichen Verflechtungen im Nordatlantikraum einerseits, sie beweisen – wenn auch nur in einem scheinbar unwichtigen Detail –, wie exakt die Überlieferungen der Saga-Literatur sein können, und werfen andererseits ein völlig neues Licht auf die Stellung der Frau in jener Zeit (z. B. die runenkundige, hier auch schreibende Lifolf als Mitglied der Kreuzfahrergruppe).

Die eindringenden Wikinger fanden im Maes Howe etwas vor, was sie als großartigen Schatz ansahen und für dessen Bergung sie mehrere Tage benötigten. Was sie fanden, ist ungeklärt.
Neben den Inschriften sind drei Ritzzeichnungen der Wikinger erhalten: Eine wird als Walross interpretiert, die zweite zeigt einen Hundekopf mit heraushängender Zunge, bei der dritten handelt es sich um den sogenannten Maeshowe dragon, einer sehr differenzierten Darstellung eines Drachen, in dessen Rücken ein Schwert steckt. Als eines der meistverkauften Motive der gutgehenden Schmuckindustrie von Orkney wurde der Drache vom Maes Howe zum eigentlichen Schatz für die Orkadier der Gegenwart.
Es ist interessant festzustellen, dass die frühen norwegischen Siedler auf Orkney Maeshowe als „Orkahaugr“ (Hügel der Orks) bezeichneten, was möglicherweise auf den Eigennamen oder Stammesnamen der Bewohner zurückzuführen ist.